# Puchar Ligi Angielskiej w piłce nożnej (2014/2015)
Puchar Ligi Angielskiej w piłce nożnej 2014/2015 (nazwa marketingowa Capital One Cup) - 55. edycja rozgrywek mających na celu wyłonienie zdobywcy Pucharu Ligi Angielskiej.
Obrońcą tytułu był Manchester City, który w poprzedniej edycji pokonał Sunderland 3:1. Puchar wywalczyła – po raz piąty w historii – Chelsea.

## Runda pierwsza
W rundzie pierwszej swoje mecze rozegrały: 24 drużyny z League Two, 24 drużyny z League One oraz 22 drużyny z Championship. Losowanie odbyło się 17 czerwca 2014 r. Mecze tej rundy odbyły się w dniach 11-13 sierpnia 2014 r.
| Drużyna 1               | Wynik        | Drużyna 2           |
| ----------------------- | ------------ | ------------------- |
| 11 sierpnia 2014        |              |                     |
| Carlisle United         | 0:2          | Derby County        |
| 12 sierpnia 2014        |              |                     |
| Barnsley                | 0:2          | Crewe Alexandra     |
| Birmingham City         | 3:1          | Cambridge United    |
| Blackburn Rovers        | 0:1          | Scunthorpe United   |
| Bolton Wanderers        | 3:2 pd.      | Bury                |
| Brighton & Hove Albion  | 2:0          | Cheltenham Town     |
| Bristol City            | 1:2          | Oxford United       |
| Burton Albion           | 2:1          | Wigan Athletic      |
| Charlton Athletic       | 4:0          | Colchester United   |
| Chesterfield            | 3:5 pd.      | Huddersfield Town   |
| Crawley Town            | 1:0 pd.      | Ipswich Town        |
| Dagenham & Redbridge    | 6:6 (k. 2:4) | Brentford           |
| Exeter City             | 0:2          | Bournemouth         |
| Leeds United            | 2:1          | Accrington Stanley  |
| Luton Town              | 1:2          | Swindon Town        |
| Millwall                | 1:0          | Wycombe Wanderers   |
| Milton Keynes Dons      | 3:1          | AFC Wimbledon       |
| Morecambe               | 0:1          | Bradford City       |
| Oldham Athletic         | 0:3          | Middlesbrough       |
| Plymouth Argyle         | 3:3 (k. 5:6) | Leyton Orient       |
| Port Vale               | 6:2          | Hartlepool United   |
| Portsmouth              | 1:0          | Peterborough United |
| Reading                 | 3:1          | Newport County      |
| Rochdale                | 0:2          | Preston North End   |
| Rotherham United        | 1:0 pd.      | Fleetwood Town      |
| Sheffield Wednesday     | 3:0          | Notts County        |
| Shrewsbury Town         | 1:0          | Blackpool           |
| Southend United         | 1:2          | Walsall             |
| Stevenage               | 0:1          | Watford             |
| Tranmere Rovers         | 0:1          | Nottingham Forest   |
| Wolverhampton Wanderers | 2:3          | Northampton Town    |
| Yeovil Town             | 1:2          | Gillingham          |
| York City               | 0:1          | Doncaster Rovers    |
| 13 sierpnia 2014        |              |                     |
| Coventry City           | 1:2          | Cardiff City        |
| Sheffield United        | 2:1          | Mansfield Town      |

## Runda druga
W rundzie drugiej przystąpiło: 35 zwycięzców z rundy pierwszej, 13 drużyn z Premier League, oraz dwie drużyny z Championship. Losowanie odbyło się 13 sierpnia 2014 r. Mecze tej rundy odbyły się 26-27 sierpnia 2014 r.
| Drużyna 1            | Wynik        | Drużyna 2              |
| -------------------- | ------------ | ---------------------- |
| 26 sierpnia 2014     |              |                        |
| Bournemouth          | 3:0          | Northampton Town       |
| Brentford            | 0:1          | Fulham                 |
| Burnley              | 0:1          | Sheffield Wednesday    |
| Crewe Alexandra      | 2:3 pd.      | Bolton Wanderers       |
| Derby County         | 1:0          | Charlton Athletic      |
| Gillingham           | 0:1          | Newcastle United       |
| Huddersfield Town    | 0:2          | Nottingham Forest      |
| Leicester City       | 0:1          | Shrewsbury Town        |
| Middlesbrough        | 3:1          | Preston North End      |
| Millwall             | 0:2          | Southampton            |
| Milton Keynes Dons   | 4:0          | Manchester United      |
| Norwich City         | 3:1          | Crawley Town           |
| Port Vale            | 2:3          | Cardiff City           |
| Scunthorpe United    | 0:1          | Reading                |
| Swansea City         | 1:0          | Rotherham United       |
| Swindon Town         | 2:4 pd.      | Brighton & Hove Albion |
| Walsall              | 0:3          | Crystal Palace         |
| Watford              | 1:2          | Doncaster Rovers       |
| West Bromwich Albion | 1:1 (k. 7:6) | Oxford United          |
| West Ham United      | 1:1 (k. 4:5) | Sheffield United       |
| 27 sierpnia 2014     |              |                        |
| Aston Villa          | 0:1          | Leyton Orient          |
| Birmingham City      | 0:3          | Sunderland             |
| Bradford City        | 2:1          | Leeds United           |
| Burton Albion        | 1:0          | Queens Park Rangers    |
| Stoke City           | 3:0          | Portsmouth             |

## Runda trzecia
W trzeciej rundzie przystąpiły drużyny, które zakwalifikowały się do rozgrywek Ligi Mistrzów oraz Ligi Europy – obrońcy tytułu Manchester City, Liverpool, Chelsea, Arsenal, Everton, Tottenham Hotspur oraz Hull City. Dołączyło do nich 25 zwycięzców z rundy drugiej. Losowanie odbyło się 27 sierpnia 2014 r. Spotkania rozegrano 23 i 24 września 2014 r.
| Drużyna 1            | Wynik          | Drużyna 2              |
| -------------------- | -------------- | ---------------------- |
| 23 września 2014     |                |                        |
| Arsenal              | 1:2            | Southampton            |
| Cardiff City         | 0:3            | Bournemouth            |
| Derby County         | 2:0            | Reading                |
| Fulham               | 2:1            | Doncaster Rovers       |
| Leyton Orient        | 0:1            | Sheffield United       |
| Liverpool            | 2:2 (k. 14:13) | Middlesbrough          |
| Milton Keynes Dons   | 2:0            | Bradford City          |
| Shrewsbury Town      | 1:0            | Norwich City           |
| Sunderland           | 1:2            | Stoke City             |
| Swansea City         | 3:0            | Everton                |
| 24 września 2014     |                |                        |
| Burton Albion        | 0:3            | Brighton & Hove Albion |
| Chelsea              | 2:1            | Bolton Wanderers       |
| Crystal Palace       | 2:3 pd.        | Newcastle United       |
| Manchester City      | 7:0            | Sheffield Wednesday    |
| Tottenham Hotspur    | 3:1            | Nottingham Forest      |
| West Bromwich Albion | 3:2            | Hull City              |

## Runda czwarta
Losowanie odbyło się 24 września 2014 r. Mecze odbyły się 28 i 29 października 2014 r.
| Drużyna 1            | Wynik | Drużyna 2              |
| -------------------- | ----- | ---------------------- |
| 28 października 2014 |       |                        |
| Bournemouth          | 2:1   | West Bromwich Albion   |
| Shrewsbury Town      | 1:2   | Chelsea                |
| Milton Keynes Dons   | 1:2   | Sheffield United       |
| Liverpool            | 2:1   | Swansea City           |
| 29 października 2014 |       |                        |
| Tottenham Hotspur    | 2:0   | Brighton & Hove Albion |
| Stoke City           | 2:3   | Southampton            |
| Manchester City      | 0:2   | Newcastle United       |
| Fulham               | 2:5   | Derby County           |

## Ćwierćfinał
Losowanie odbyło się 29 października 2014 r. Mecze odbyły się 16 i 17 grudnia 2014 r.
| Drużyna 1         | Wynik | Drużyna 2        |
| ----------------- | ----- | ---------------- |
| 16 grudnia 2014   |       |                  |
| Derby County      | 1:3   | Chelsea          |
| Sheffield United  | 1:0   | Southampton      |
| 17 grudnia 2014   |       |                  |
| Bournemouth       | 1:3   | Liverpool        |
| Tottenham Hotspur | 4:0   | Newcastle United |

## Półfinał
Losowanie odbyło się 17 grudnia 2014 r. Pierwsze mecze odbyły się 20 i 21 stycznia, rewanże 27 i 28 stycznia 2015 r.
| Drużyna 1         | Wynik dwumeczu | Drużyna 2        | Pierwszy mecz | Drugi mecz |
| ----------------- | -------------- | ---------------- | ------------- | ---------- |
| Liverpool         | 1:2 (pd.)      | Chelsea          | 1:1           | 0:1        |
| Tottenham Hotspur | 3:2            | Sheffield United | 1:0           | 2:2        |

## Finał
Mecz finałowy został rozegrany na stadionie Wembley, w niedzielę, 1 marca 2015.
| 1 marca 2015 16:00 UT | Chelsea Terry 45' Costa 56' | 2:01:0Raport | Tottenham Hotspur | Stadion Wembley, Londyn Widzów: 89 294 Sędzia: Anthony Taylor |
|                       |                             |              |                   |                                                               |